# Új Hang (folyóirat, 1952–1956)
Új Hang irodalmi és kritikai folyóirat 1952–1956 közt. A Dolgozó Ifjúság Szövetsége (DISZ) és a Magyar Írók Szövetsége közös kiadásában indult. Megjelenési hely: Budapest. Periodicitás: havonként.

## Szerkesztői, munkatársai
A lapot Benjámin László, Erdei Sándor, Földeák János, Simon István és Bodnár György szerkesztette. A szerkesztők célja publikálási lehetőség teremtése a fiatal íróknak és a tehetséges kezdőknek. Természetesen a fiatalok mellett az idősebb nemzedék kiváló képviselői is szerepeltek a lap hasábjain, köztük Déry Tibor, Illyés Gyula, Németh László, Veres Péter. A fiatal költők közül Juhász Ferenc, Nagy László versei, a fiatal írók és kritikusok közül például Abody Béla, Czine Mihály, Konrád György, Tamás Attila írásai tűntek fel a lap hasábjain.